# Джестер, Бофорд
Бофорд Гелберт Джестер (англ. Beauford Halbert Jester; 12 января 1893, Корсикана, Техас — 11 июля 1949, Хьюстон, Техас) — американский политик, 36-й губернатор Техаса.

## Биография
Бофорд Джестер родился в городе Корсикана, округ Наварро, Техас. Он учился в Техасском университете, где был членом братства Kappa Sigma. Позже Джестер изучал право в Гарвардском университете. Его образование было прервано Первой мировой войной. В 1919 году он продолжил учиться праву в Техасском университете и годом позже получил степень бакалавра. После окончания учёбы Джестер вернулся в Корсикану, где занялся юридической практикой, и в течение многих лет возглавлял коллегию адвокатов округа Наварро, а в 1940—1941 годах — коллегию адвокатов штата. В 1942 году Джестер был избран в железнодорожную комиссию Техаса, где работал до 1947 года.
В 1946 году Джестер был избран губернатором штата Техас, а в 1948 году переизбран на второй срок. Во время пребывания на посту губернатора Джестер провёл реформу системы образования штата, тюрем, увеличил финансирование больниц и сиротских приютов, а также выступал против линчевания.

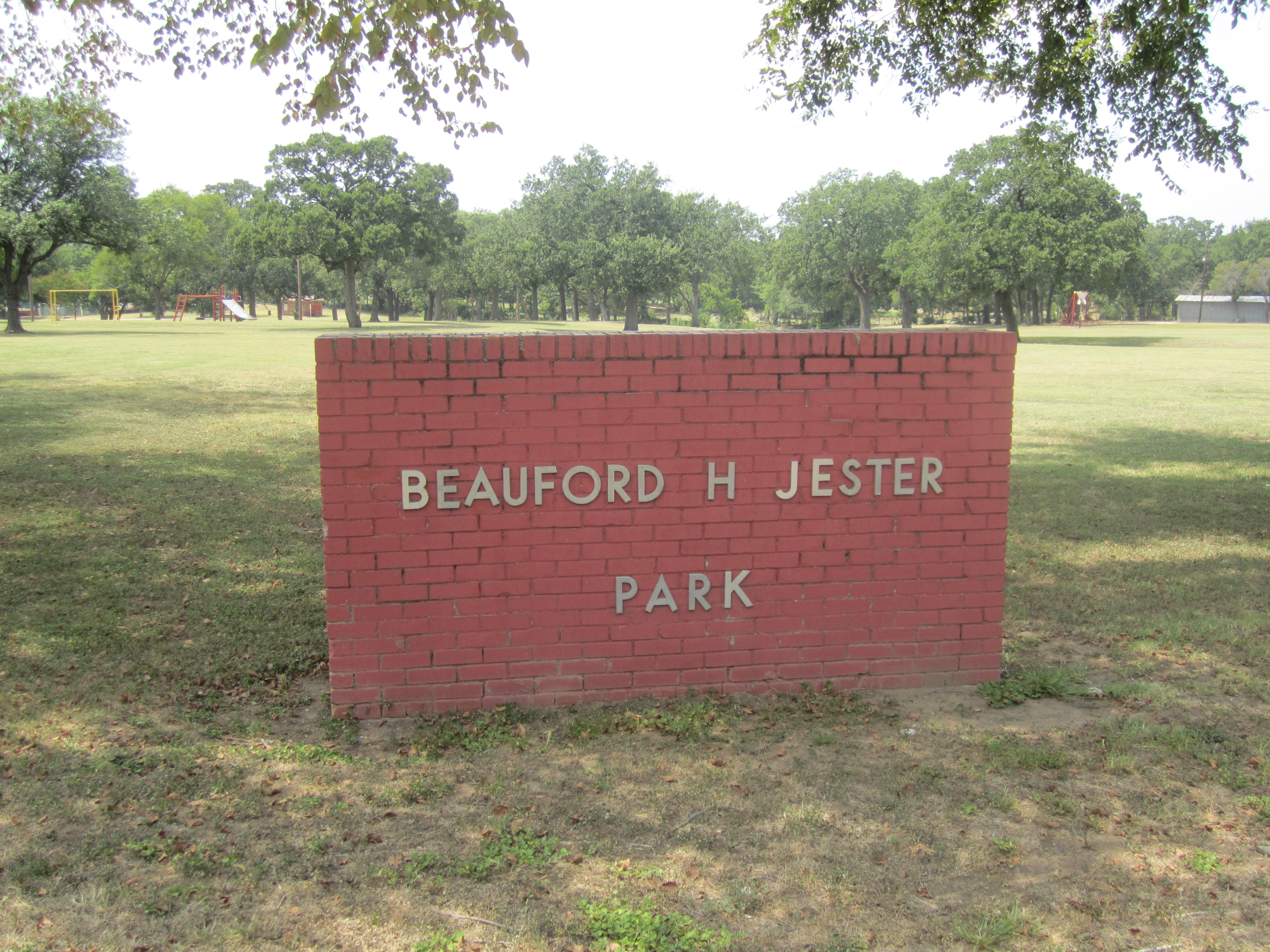
Парк Джестера в Корсикане

Джестер умер от сердечного приступа 11 июля 1949 года. Он единственный губернатор Техаса, умерший в своём кабинете. Похоронен на кладбище Оквуд, Корсикана. В 1964 году в его честь был переименован местный парк.